# 711
Раннє Середньовіччя. Триває чума Юстиніана. У Східній Римській імперії завершилося правління Юстиніана II, розпочалося правління Філіппіка. Більшу частину території Італії займає Лангобардське королівство, деякі області належать Візантії. Франкське королівство розділене між правителями з династії Меровінгів. У Вестготське королівство в Іберії вторглися араби. В Англії триває період гептархії. Авари та слов'яни утвердилися на Балканах. Центр Аварського каганату лежить у Паннонії. Існують слов'янські держави: Карантанія та Перше Болгарське царство.
Омеядський халіфат займає Аравійський півострів, Сирію, Палестину, Персію, Єгипет, Північну Африку. У Китаї править династія Тан. Індія роздроблена. В Японії почався період Нара. Хазарський каганат підпорядкував собі кочові народи на великій степовій території між Азовським морем та Аралом. Відновився Тюркський каганат.
На території лісостепової України в VIII столітті виділяють пеньківську й корчацьку археологічні культури. У VIII столітті продовжилося швидке розселення слов'ян. У Північному Причорномор'ї співіснують різні кочові племена, зокрема булгари, хозари, алани, авари, тюрки, кримські готи.

## Події
- Війська Омеядського халіфату на чолі з Таріком ібн Зіядом висадилися в Гібралтарі й почали завоювання Піренейського півострова.
- Між вестготами і армією Омеядів відбулася битва при Гвадалете, що закінчилася повною перемогою арабів. Наслідком битви стало падіння Вестготського королівства, завоювання арабами Піренейського півострова.
- Араби захопили столицю Вестготського королівства Толедо.
- У Візантії лідер повстання в Херсонесі Таврійському Філіппік Вардан скинув Юстиніана II і проголосив себе імператором.
- У Франкському королівстві королем Австразії став Дагоберт III.
- Арабські війська під проводом Мухаммада ібн Касима встановили султанат на території Сінду.